# Harlee Dean
Harlee James Dean (Basingstoke, 26 luglio 1991) è un calciatore inglese, difensore del Reading.

## Carriera
Ha giocato nella seconda divisione inglese con Brentford e Birmingham City.